# 聚居地

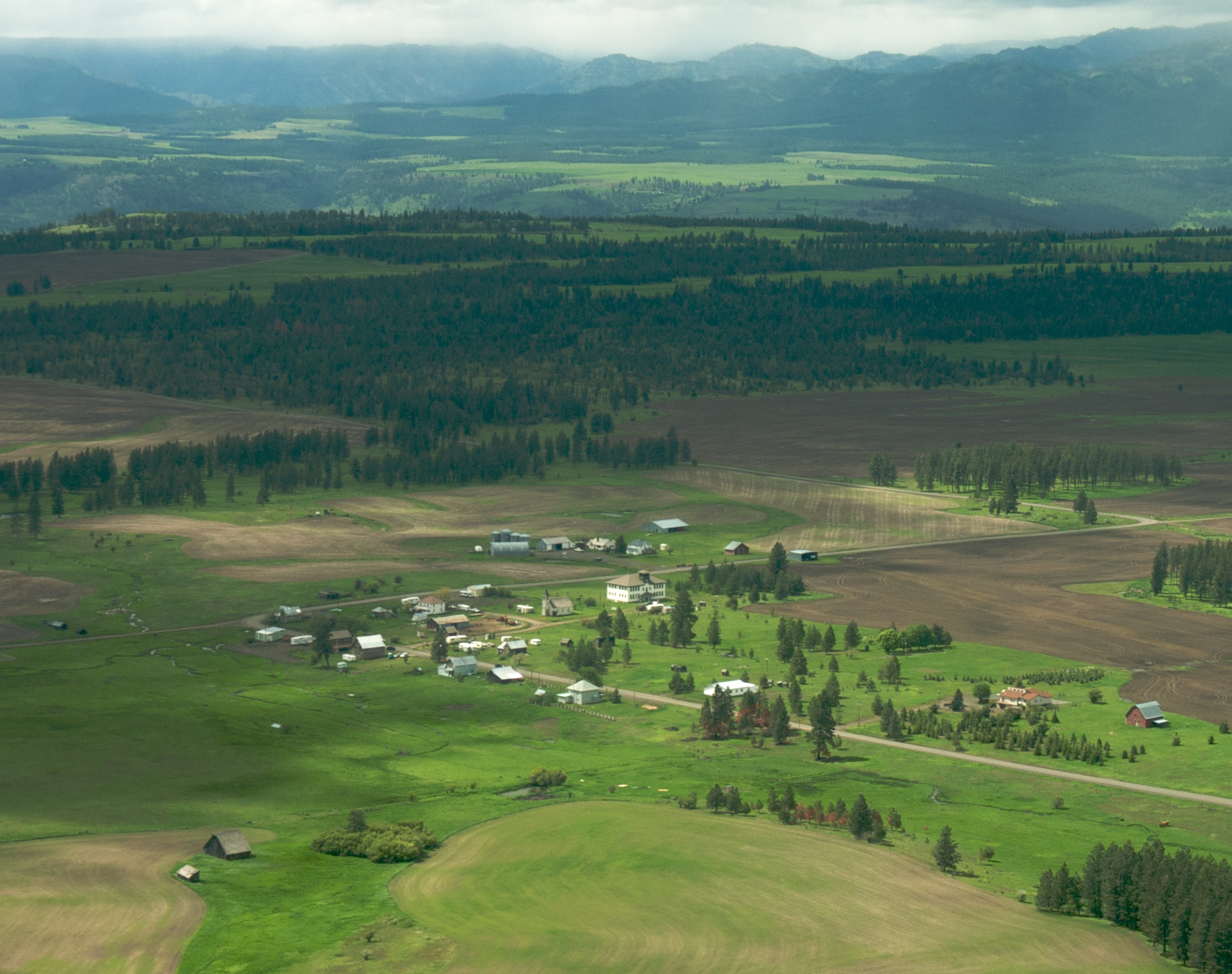
在美国俄勒冈州的一个小镇

聚居地，又称定居点、人类聚居地、人居环境、聚落、住区，按照美國地質調查局的定義，是指有人口聚居的地方或地區（視人口普查結果而定），並根據經緯度分析某一範圍聚集或散落的建築物與該地長住的人口（一般稱為城市、鎮或村）加以歸類。例如「人口稀疏的地方」或「人口密集的地方」；「人口稀少的地區」或「人口稠密的地區」等。
定居点通常包括其基础设施，例如道路，围栏，沟渠，池塘，公园，林地，变电站，商店，水厂，庄园，护城河和教堂。
研究人類聚居地的學科稱為人类群居学。

## 历史
关于人类定居点最早的地理证据是杰贝尔·伊尔胡德发现的，该定居点有8具早期现代人类遗体可以追溯到30万年前的旧石器时代。

## 外部連結
- USGS Features Class Definitions （页面存档备份，存于）
- 行政院主計處 - 聚居地分類定義 （页面存档备份，存于）

## 延伸閱讀
- 陶思炎. . 东南大学出版社. 2004: 頁143. ISBN 9787810897419.
- 中国大百科全书出版社. 编辑部. . 中国大百科全书出版社. 2009. ISBN 9787500079583.

1. ↑  . 术语在线. 全国科学技术名词审定委员会. （简体中文）
2. ↑  . 术语在线. 全国科学技术名词审定委员会. （简体中文）
3. ↑  . 樂詞網. 國家教育研究院 （中文（臺灣））.
4. ↑  . 术语在线. 全国科学技术名词审定委员会. （简体中文）